# Cove City
Cove City és una població dels Estats Units a l'estat de Carolina del Nord. Segons el cens del 2008 tenia 412 habitants.

## Demografia
Segons el cens del 2000, Cove City tenia 433 habitants, 182 habitatges i 135 famílies. La densitat de població era de 261,2 habitants per km².
Dels 182 habitatges en un 20,9% hi vivien nens de menys de 18 anys, en un 54,4% hi vivien parelles casades, en un 13,2% dones solteres, i en un 25,8% no eren unitats familiars. En el 24,2% dels habitatges hi vivien persones soles el 12,1% de les quals corresponia a persones de 65 anys o més que vivien soles. El nombre mitjà de persones vivint en cada habitatge era de 2,38 i el nombre mitjà de persones que vivien en cada família era de 2,81.
Per edats la població es repartia de la següent manera: un 19,9% tenia menys de 18 anys, un 7,6% entre 18 i 24, un 21,5% entre 25 i 44, un 31,2% de 45 a 60 i un 19,9% 65 anys o més.
L'edat mediana era de 45 anys. Per cada 100 dones de 18 o més anys hi havia 89,6 homes.
La renda mediana per habitatge era de 26.875 $ i la renda mediana per família de 33.438 $. Els homes tenien una renda mediana de 26.042 $ mentre que les dones 21.250 $. La renda per capita de la població era de 13.893 $. Entorn del 14% de les famílies i el 14% de la població estaven per davall del llindar de pobresa.

## Poblacions més properes
El següent diagrama mostra les poblacions més properes.